# Meninos de Palhavã

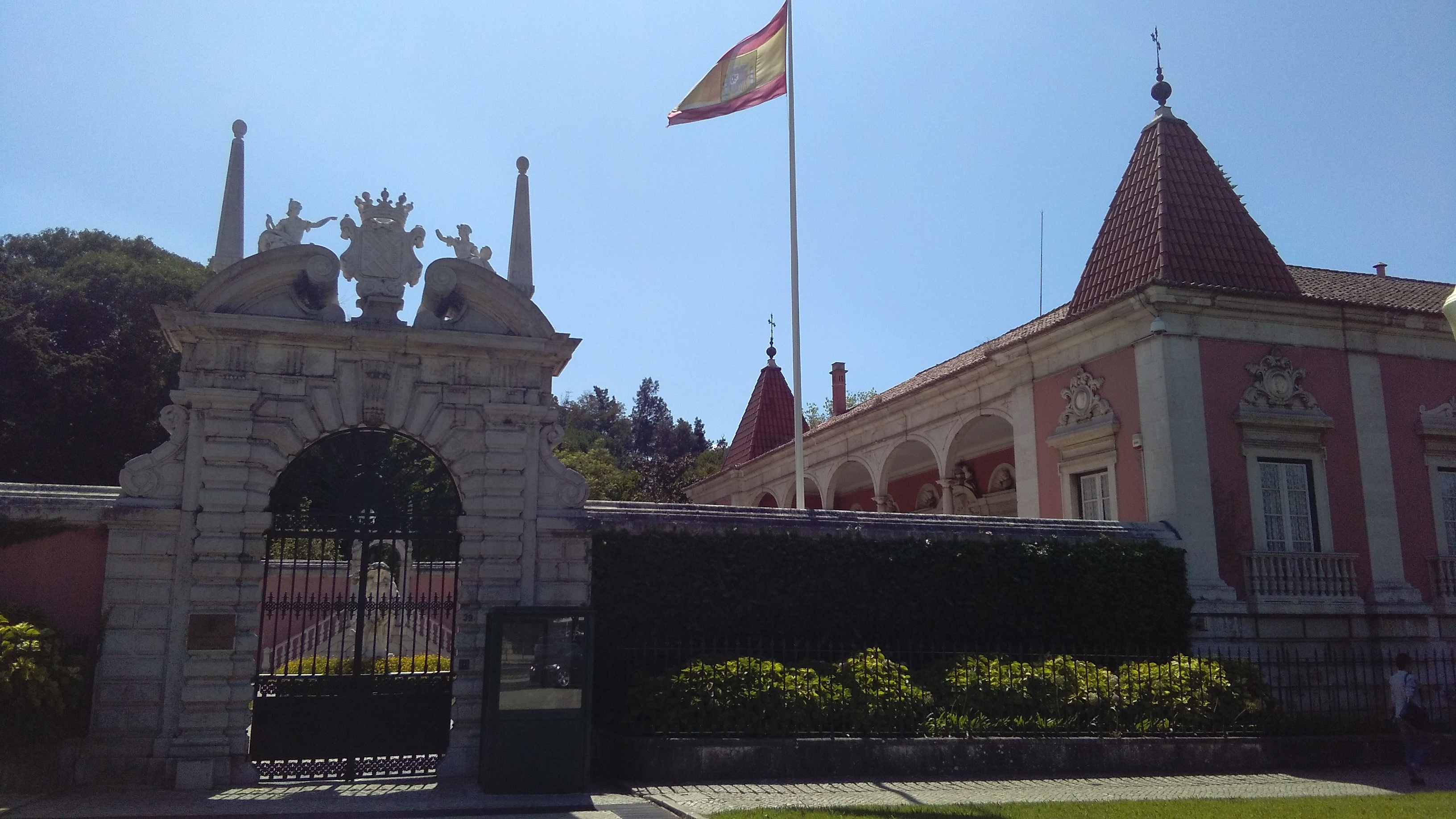
O Palácio de Palhavã (atualmente, residência do embaixador de Espanha)

Os Meninos de Palhavã eram os filhos ilegítimos do sexo masculino do Rei D. João V de Portugal (1706–1750), reconhecidos pelo soberano em documento que firmou em 1742, mas que só foi publicado em 1752, após a sua morte.
A expressão "Meninos da Palhavã" deriva do facto de terem habitado no palácio do marquês de Louriçal, situado na zona de Palhavã, na altura arredores de Lisboa mas que hoje se situa em plena cidade. O edifício denominado "Palácio de Palhavã", "Palácio da Azambuja" ou "Palácio dos Meninos de Palhavã" é hoje a residência do embaixador de Espanha em Lisboa. 
Os Meninos da Pavalhã receberam educação no Mosteiro de Santa Cruz em Coimbra sob o preceptorado de Frei Gaspar da Encarnação, para se fazerem religiosos. Por escrúpulos de consciência do rei, há um "Decreto porque S. Majestade houve por bem declarar três filhos ilegítimos", dado nas Caldas da Rainha em 6 de agosto de 1742. 
Considera que eram filhos de "mulheres limpas de todo sangue infecto", pelo que pedia ao príncipe herdeiro para favorecer os irmãos. Este assim o fez por decreto de 21 de abril de 1752, registado no livro 1.º das Patentes, folio 223.
Foram eles:
- D. António (1704–1800), filho de Luísa Inês Antónia Machado Monteiro. Doutorou-se em Teologia e veio a ser cavaleiro da Ordem de Nosso Senhor Jesus Cristo.
- D. Gaspar (1716–1789), filho de uma religiosa, Madalena Máxima da Silva de Miranda Henriques. Veio a ser arcebispo primaz de Braga.
- D. José (1720–1801), filho da religiosa Madre Paula de Odivelas (Paula Teresa da Silva e Almeida). Exerceu o cargo de Inquisidor-Mor do Reino.

No exercício do cargo de inquisidor-geral, D. José terá sido insolente com o marquês de Pombal. Este queixou-se ao rei D. José.
D. António esboçou uma tentativa de assassinato do marquês, ao saber que aquele lhe contrariara o casamento com a princesa herdeira D. Maria, tendo tentado apunhalá-lo com um quitó dourado de lâmina de agulha, em Junho de 1760.
Em consequência do conflito que tiveram com o marquês de Pombal, D. António e D. José foram desterrados para o Buçaco em Julho de 1760 de onde só puderam regressar depois da morte de D. José I, em 1777.
D. António e D. José estão sepultados no exterior do Panteão dos Braganças. No epitáfio de D. José diz que foi "filho legitimado do senhor rey D. João V, viveu sempre com o seu irmão, senhor D. António, imitando em tudo as suas relevantes virtudes". Em frente, o medalhão de D. António proclama que "passou toda a carreira da sua vida no exercício das mais heróicas virtudes".